# Hipona (mulher grega)
Hipona (latim: Hippo) foi uma mulher grega citada pelo autor latino Valério Máximo, no século I d.C., como exemplo de castidade. No século XIV, Giovanni Boccaccio também a incluiu na sua obra Sobre Mulheres Famosas.

## Em Valério Máximo

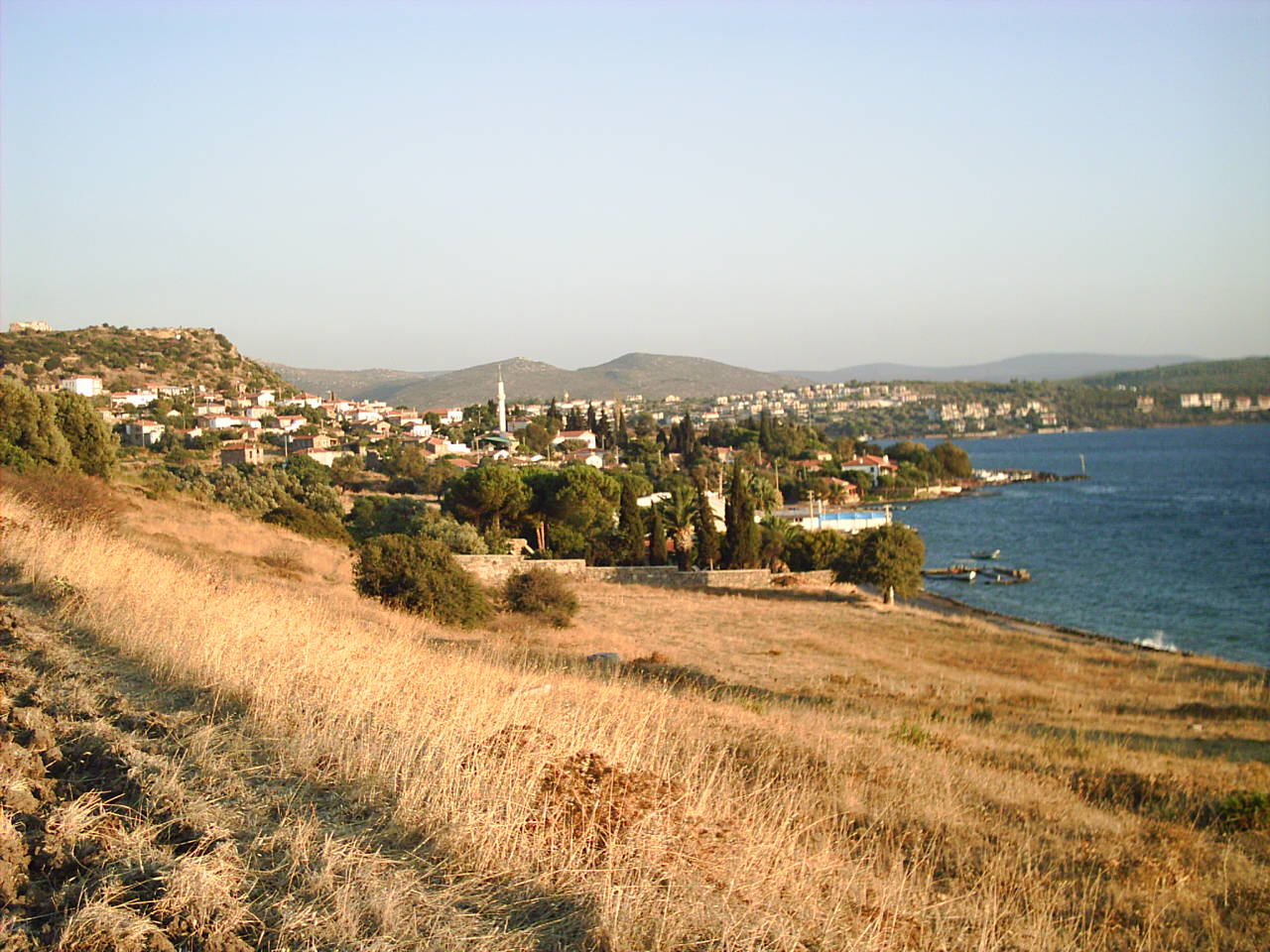
Baía de Eritre

Valério Máximo incluiu a história de Hipona no sexto livro da sua obra Feitos e Ditos Memoráveis, onde ele a apresenta como um exemplo de virtude por se atirar ao mar e morrer para proteger a sua castidade após ser capturada por uma frota inimiga. O seu corpo foi levado pelo mar em direção à costa, até à cidade de Eritre. Segundo Valério Máximo, aí foi-lhe erguido um túmulo que ainda existia no seu tempo, e a sua reputação gloriosa perdurava entre os gregos.

## Em Boccaccio
Valério Máximo serviu como fonte para o relato mais elaborado de Boccaccio sobre Hipona.
Boccaccio observou que nenhuma história sobre a sua ancestralidade ou o seu local de nascimento sobreviveu, exceto nos "livros dos antigos", que declaravam que ela era grega e que era conhecida por um único ato virtuoso. Ele deu uma explicação mais detalhada do que Valério Máximo sobre a decisão de Hipona de se matar, afirmando que ela era bonita e sabia que os seus captores planeavam violá-la. Ele diz que, depois de ser sacudido pelas ondas, o corpo de Hipona foi lançado na costa de Eritre, onde os habitantes a enterraram como alguém que naufragou, mas que o seu nome e a causa da sua morte foram posteriormente revelados por seus inimigos, quando os eritreus construíram para ela um grande e duradouro túmulo em sua homenagem.
O próprio Boccaccio elogiou a conduta de Hipona, observando que ela salvou a sua castidade ao custo de talvez mais alguns anos de vida e ganhou com a sua morte prematura honra eterna para si mesma.